# Saint-Jean-en-Val
Saint-Jean-en-Val é uma comuna francesa na região administrativa de Auvérnia-Ródano-Alpes, no departamento Puy-de-Dôme. Estende-se por uma área de 12,09 km². Em 2010 a comuna tinha 356 habitantes (densidade: 29,4 hab./km²).